# Sikaiana nigrimaculata
Sikaiana nigrimaculata är en insektsart som beskrevs av Frederick Arthur Godfrey Muir 1913. Sikaiana nigrimaculata ingår i släktet Sikaiana och familjen Derbidae. Inga underarter finns listade i Catalogue of Life.